# شينيا تشيب
شينْيا تشيبَ (باليابانية: 千葉 真也) (3 مايو 1983 في سنداي في اليابان – )؛ هو لاعب كرة قدم ياباني سابق كان يلعب كلاعب وسط.

## وصلات خارجية
- شينيا تشيب على موقع رابطة كرة القدم اليابانية للمحترفين (اليابانية)